# لوول اچ. هریسون
لوول اچ. هریسون (انگلیسی: Lowell H. Harrison; ۲۳ اکتبر ۱۹۲۲ – ۱۲ اکتبر ۲۰۱۱) تاریخ‌نگار اهل ایالات متحده آمریکا بود.
وی همچنین برندهٔ جوایزی همچون برنامه فولبرایت شده‌است.